# Peneiaponny
Peneiaponnyn är en hästras av ponnytyp som härstammar ifrån Grekland. Den är en mindre vanlig släktras till pindosponnyn som kommer från provinsen Eleia på Peloponnesos. Den är mest känd som arbetshäst runt medelhavet där den främst används som packhäst eller arbetar inom skogs- och jordbruket. Rasen räknas som stark och lätthållen. Mankhöjden varierar ganska kraftigt från 102 cm till 140 cm. Lokalt kallas ponnyerna även geogalidiko eller georgaludiko. 

## Historia
Peneiaponnyn anses ha samma ursprung som sin släkting pindosponnyn, och har avlats fram i Grekland i flera århundraden men samtidigt är hästrasen unik i jämförelse med andra grekiska raser då de visar tecken på influenser från orientaliska ökenhästar. I övrigt är de grekiska ponnyernas ursprung relativt okända. 
Senare korsades de små peneiaponnyerna med andra europeiska hästraser för att förädla hästarna och höja deras kvalitet. Bland annat korsades ponnyerna med större hästar som angloaraber, olika anglonormandiska hästar och noniushästar, men detta hade ingen större inverkan på ponnyernas höjd men förbättrade deras exteriör. Dock finns det numera exemplar som kan bli ända upp till 140 cm.
Trots att rasen hade uråldriga anor så skapades ingen stambok förrän år 1995. Enligt det grekiska jordbruksdepartementet finns det idag ca 230 ston och 70 hingstar registrerade medan antalet oregistrerade hästar säkerligen är mycket högre.

## Egenskaper
Det tuffa klimatet och dåligt bete har gjort att de små peneiaponnyerna är härdiga, sunda och lätta att föda upp. De klarar sig på lite foder och avlas oftast upp utomhus, året runt för att bibehålla denna karaktär. I den grekiska övärlden används ponnyn som packdjur, till lättare jordbruk och även ridning, bland annat turistridning. De används även för att föda upp mulåsnor. 
Peneiaponnyn ser ganska primitiv ut med stort huvud, ofta med konvex nosprofil, stora näsborrar och långa öron. Ibland kan man se det orientaliska ursprunget i vissa exemplar. Benen är starka hos ponnyerna med riktigt hårda och tåliga hovar. Dock är rörelserna ganska stötiga hos ponnyerna. 